# Obligacja kuponowa
Obligacja kuponowa – rodzaj obligacji, która w okresie do zapadalności wypłaca obligatariuszom określoną kwotę odsetek – tzw. kupon. Wielkość kuponu zwyczajowo jest podawana w stosunku rocznym jako procent wartości nominalnej obligacji.

## Podział ze względu na sposób ustalania wartości kuponu
Ze względu na wartość kuponu odsetkowego wyróżnia się następujące typy obligacji kuponowej:
- Obligacja o stałym kuponie (fixed) – wielkość wypłacanego kuponu określona jest z góry w warunkach emisji obligacji i jest znana przez cały okres ważności danej serii emisji.
- Obligacja o zmiennym kuponie – jest to rodzaj obligacji w której wielkość wypłaconego kuponu zależy od określonego w warunkach emisji czynnika, np. wartości rynkowych stóp procentowych w danym państwie, zmiany indeksu giełdowego, stopy inflacji itp. Dokładny sposób wyznaczania wartości kuponu określają warunki emisji obligacji.
- Obligacja o kuponie okresowo korygowanym – jest to rodzaj obligacji, w której wielkość wypłaconego kuponu jest okresowo (np. co roku, co 5 lat) korygowana[1] o wartość określoną w warunkach emisji (np. co roku wzrasta o 1 punkt procentowy).

## Podział ze względu na częstotliwość wypłat kuponu
Częstotliwość wypłaty kuponu określona jest przez emitenta w warunkach emisji. Wśród nich wyróżnią się najczęściej wypłaty z częstotliwością:
- roczną,
- półroczną,
- kwartalną,
- miesięczną.

Gdy kupon jest wypłacany częściej niż raz do roku, wielkość każdorazowej wypłaty jest równa:
{\displaystyle k={\frac {K}{t}}\cdot N,}
gdzie:
{\displaystyle k} – wielkość wypłaty,
{\displaystyle K} – wielkość kuponu, tj. wyrażona jako procent wartości nominalnej obligacji,
{\displaystyle t} – częstotliwość wypłat kuponu w ciągu roku kalendarzowego (t = 1 dla częstotliwości rocznej, t = 2 dla częstotliwości półrocznej, t = 12 dla częstotliwości miesięcznej),
{\displaystyle N} – wartość nominalna obligacji.